# Polnische Eishockeyliga 1928/29
Die Saison 1928/29 war die dritte Austragung der polnischen Eishockeymeisterschaft. Meister wurde zum insgesamt dritten Mal in der Vereinsgeschichte AZS Warszawa.

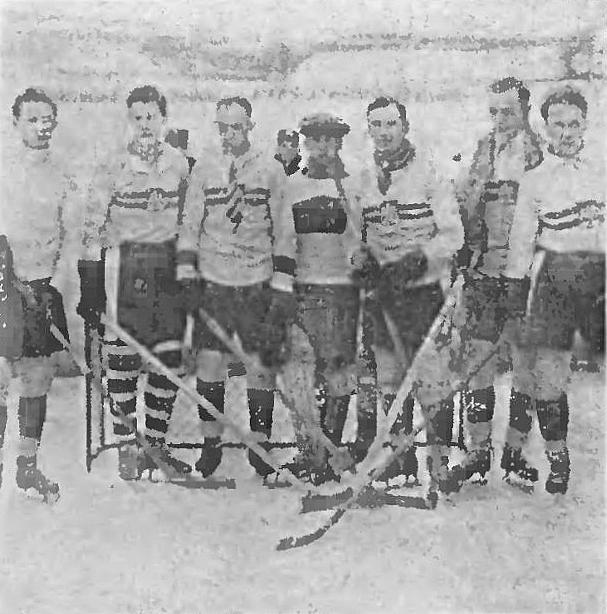
AZS Warszawa (1929)

## Modus
Die sechs besten Mannschaften Polens qualifizierten sich für das Finalturnier. Der Erstplatzierte des Finalturniers wurde Meister. Für einen Sieg erhielt jede Mannschaft zwei Punkte, bei einem Unentschieden gab es einen Punkt und bei einer Niederlage null Punkte.

## Finalturnier
|    | Klub           | Sp | S | U | N | Tore  | Punkte |
| -- | -------------- | -- | - | - | - | ----- | ------ |
| 1. | AZS Warszawa   | 5  | 5 | 0 | 0 | 42:0  | 10     |
| 2. | Pogoń Lwów     | 5  | 3 | 1 | 1 | 17:03 | 7      |
| 3. | Legia Warszawa | 5  | 3 | 0 | 2 | 18:09 | 6      |
| 4. | TKS Toruń      | 5  | 2 | 0 | 3 | 02:10 | 4      |
| 5. | AZS Vilnius    | 5  | 1 | 0 | 4 | 04:26 | 2      |
| 6. | Wisła Krakau   | 5  | 0 | 1 | 4 | 02:37 | 1      |

Sp = Spiele, S = Siege, U = Unentschieden, N = Niederlagen